# Ester Pastorello
Ester Pastorello (* 8. Dezember 1884 in Montagnana; † 15. Juli 1971 in Padua) war eine italienische Archivarin und Bibliothekarin, die eine Reihe wissenschaftlicher Bibliotheken leitete, darunter mehrere Nationalbibliotheken.

## Leben und Werk
Pastorello legte ihre Laurea im Juli 1907 an der Universität Padua ab. Ihre Qualifikationsarbeit befasste sich mit der Paduaner Geschichte. Danach trat sie ab dem 1. Januar 1909 in den Archivarsdienst als sottobibliotecaria reggente an der Biblioteca nazionale Marciana in Venedig ein. Während des Ersten Weltkriegs war sie vor allem mit dem Schutz der Buchbestände befasst. Nach dem Tod von Giulio Coggiola leitete sie die Bibliothek als Direktorin von September 1919 bis November 1920.
Im Dezember 1920 wurde sie an die Universitätsbibliothek Padua versetzt, dann im November 1922 an die Biblioteca nazionale Braidense in Mailand. Mit der Archivreform von 1923 wurde sie als Bibliothekarin eingeordnet, ab Juni 1925 als bibliotecario capo. Sie sollte Direktorin der Biblioteca governativa von Görz werden. 1927 wurde sie in das Direktorat der Universitätsbibliothek Pavia, und ab Juli 1933 der Biblioteca Estense e universitaria von Modena gewählt. Zugleich wurde sie damit Soprintendente bibliografico für die Emilia. 1934 wurde sie Direktorin der Biblioteca nazionale di Palermo und Soprintendente, diesmal für den Westteil Siziliens. 1935 wurde sie schließlich direttore di 1ª classe. In ähnlicher Weise leitete sie die Biblioteca nazionale di Torino mit der Soprintendenza für das Piemont ab 1937. Auf ihren Antrag ging sie am 1. Juni 1947 in den Ruhestand und lebte in Padua.
Pastorello war schon seit ihrer Gründung im Jahr 1930 Mitglied der Associazione italiana biblioteche; sie betrieb ab 1946 die Gründung der Sektion Turin, der sie als provisorische Präsidentin bis zu ihrer Pensionierung vorsaß. Daneben war sie 1916 als erste Frau überhaupt socio corrispondente der Deputazione di storia patria per le Venezie. Ab 1936 war sie deputata und ab 1951 socia effettiva. Auch gehörte sie der Accademia patavina di scienze lettere ed arti an, wo sie 1970 socio corrispondente wurde.
Ester Pastorello veröffentlichte 1920 eine Arbeit zum Bibliothekswesen, dann 1924 ein Werk zum Druckwesen im Venedig des 16. Jahrhunderts, insbesondere zu Aldus Manutius.
Sie publizierte in einer Reihe von Fachzeitschriften und arbeitete mit der Rivista delle biblioteche e degli archivi, der La bibliofilia und der Accademie e biblioteche d'Italia zusammen.
Ihr Vermächtnis ging an die Marciana in Venedig; ihre Bibliothek wurde dem Centro studi sui castelli di Montagnana in ihrer Geburtsstadt übereignet.

## Veröffentlichungen (Auswahl)
- Nuove ricerche sulla storia di Padova e dei principi da Carrara al tempo di Gian Galeazzo Visconti, Padua 1908 (374 S.).
- Per la genesi storica dell'istituto amministrativo de "l'ingresso" nelle biblioteche. Saggio di bibliografia ragionata, C. Ferrari, Venedig 1920.
- (Hrsg.): Raphayni [Raphainus] de Caresinis Cancellarii Venetiarum Chronica aa. 1343–1388, Zanichelli, Bologna 1922.
- Tipografi, editori, librai a Venezia nel secolo XVI, Olschki, Florenz 1924.
- Bibliografia storico-analitica dell'arte della stampa a Venezia, Deputazione di storia patria per le Venezie, Venedig 1933.
- (Hrsg.): Andreae Danduli Ducis Venetiarum Chronica per extensum descripta aa. 46–1280 (= Rerum Italicarum Scriptores XII,1), Nicola Zanichelli, Bologna 1938 (Digitalisat), Nachdruck Turin 1973 (mit Introduzione, der Extensa (bis 1280), bis S. 327, dann Chronica brevis (umfasst die Jahre 46 bis 1342 auf den S. 329–398, mit Intoduzione, S. 333–347, Chronik auf S. 351–373 nebst Dokumenten auf S. 375–398, Ex chronico Johannis Bembi (S. 399–405), Indice alfabetico (bis S. 625); Indice cronologico (S. 627–681)).
- (Hrsg.): Andreae Danduli, Ducis Venetiarum, Chronica brevis aa. 46–1342 d. C., Zanichelli, Bologna 1942.
- L'epistolario manuziano: inventario cronologico-analitico 1483–1597, Olschki, Florenz 1957.
- Inedita manutiana, 1502–1597: appendice all'inventario, Olschki, Florenz 1960.